# Barthélemy-Albin-Fleury Delhorme
Ne doit pas être confondu avec Barthélemy-Fleury Delhorme, son frère.
Barthélemy-Albin-Fleury Delhorme (19 avril 1769, Lyon - 1er novembre 1849, Gujan-Mestras), est un homme politique français.

## Biographie
Frère de Barthélemy-Fleury Delhorme, il était négociant et maire de Saint-Quentin, lorsqu'il fut élu, par le Sénat conservateur, le 7 février 1807, député de l'Aisne au Corps législatif. Réélu pour le même département le 6 janvier 1813, il siégea jusqu'en 1815, et rentra ensuite dans la vie privée.
Il avait épousé Charlotte Dumoustier de Vâtre, belle-sœur du baron André Poupart de Neuflize.

## Sources
- « Barthélemy-Albin-Fleury Delhorme », dans Adolphe Robert et Gaston Cougny, Dictionnaire des parlementaires français, Edgar Bourloton, 1889-1891 [détail de l’édition]